# Kedelah
Kedelah is een bestuurslaag in het regentschap Aceh Tengah van de provincie Atjeh, Indonesië. Kedelah telt 358 inwoners (volkstelling 2010).